# バルニム郡
バルニム郡 (ドイツ語: Landkreis Barnim) は、ドイツ、ブランデンブルク州の郡である。名称の由来は更新世に形成されたバルニム高原であり、エーバースヴァルデ原流谷とベルリン原流谷の中間にある。

## 地理
バルニム郡は、北部ではウッカーマルク郡、西部ではオーバーハーフェル郡、南部ではベルリン州とメルキッシュ＝オーダーラント郡と接している。東部では郡の境界はドイツとポーランド（西ポモージェ県）との国境となっている。
郡南部はバルニム台地に位置するが、郡庁所在都市とその周辺部はエーバースヴァルデ原流谷にある。郡の北部は自然地域で、ウッカーマルク山地の一部である。郡東端では一部がオーダー川下流の峡谷に入っている。
面積の46.3%は森林からなり、またほぼ5％が水域である。

## 歴史
バルニム郡は1993年12月5日に行われたブランデンブルク州の郡再編によって成立した。それまでのエーバースヴァルデ郡（ベルケンドルフ (Bölkendorf) を除く）とベルナウ郡を併せ、また旧バート・フライエンヴァルデ郡からホーエンザーテンとティーフェンゼーを編入し編成された。
なお2009年1月1日に所属変更が行われ、ホーエンザーテンはメルキッシュ＝オーダーラント郡のバート・フライエンヴァルデ (オーダー)の一部となった。

## 人口動態
| 年   | 人口    |
| ---- | ------- |
| 1990 | 150,687 |
| 1991 | 148,751 |
| 1992 | 148,750 |
| 1993 | 149,143 |
| 1994 | 150,060 |
| 1995 | 151,783 |
| 1996 | 154,698 |
| 1997 | 159,689 |
| 1998 | 163,937 |
| 1999 | 167,914 |

| 年   | 人口    |
| ---- | ------- |
| 2000 | 170,288 |
| 2001 | 171,490 |
| 2002 | 172,382 |
| 2003 | 173,951 |
| 2004 | 175,861 |
| 2005 | 176,693 |
| 2006 | 177,396 |
| 2007 | 176,821 |
| 2008 | 177,644 |
| 2009 | 176,904 |

| 年   | 人口    |
| ---- | ------- |
| 2010 | 176,848 |
| 2011 | 172,572 |
| 2012 | 173,193 |
| 2013 | 173,754 |
| 2014 | 174,981 |
| 2015 | 177,411 |
| 2016 | 179,365 |
| 2017 | 180,864 |
| 2018 | 182,760 |
| 2019 | 185,244 |

| 年   | 人口    |
| ---- | ------- |
| 2020 | 187,343 |
| 2021 | 188,835 |

この表はバルニム郡の人口動態を示している（1990年の人口は10月3日時点、1991年からは12月31日時点のもの）数値は各時点の領域のものである（1990年から1992年は、1993年12月6日時点の領域に合わせたものである）。

### 現在の郡域の人口動態と予測
- 現在の郡域の1875年以降の人口動態
- 人口動態予測
- 年齢構成予測

出典:ベルリン＝ブランデンブルク統計局、ブランデンブルク州建設交通局、ベルテルスマン財団による詳細なデータはWikimedia CommonsにあるPopulation Projection Brandenburgを参照。

## 政治と行政

### 郡長
- 2018年－：ダニエル・クルト（ドイツ語版） (SPD)

### 郡議会
| 会派                         | 議席 |
| ---------------------------- | ---- |
| DIE LINKE                    | 9    |
| CDU                          | 9    |
| AfD                          | 8    |
| SPD                          | 8    |
| ブランデンブルク統一市民運動 | 7    |
| Grüne                        | 6    |
| FDP                          | 2    |
| Bürgerfraktion Barnim        | 2    |
| 農民連合BAR                  | 2    |
| パルタイ                     | 1    |
| Bündnis Schorfheide          | 1    |
| BfB                          | 1    |

郡議会には議長が1名置かれ、少なくとも3ヶ月に1回開催される。郡議会には8つの専門委員会が置かれ、決定事項の内容面での準備を行っている。委員会はそれぞれ（1）郡委員会、（2）予算と財政、（3）監査、（4）地域計画、建設、住宅、商工業、（5）農業、環境保護、廃棄物管理、（6）保健、高齢者、社会、（7）教育文化、（8）青少年支援を担当している。

### 行政単位
郡内にはブランデンブルク土壌保全局、下級水道局、下級廃棄物管理局が置かれ、州環境省から委任された担当者が地域の水、森林、草原にかかるあらゆる問い合わせや申請を受け付けている。また、エーバースヴァルデにはブランデンブルク州中央公文書館の支所が置かれている。

### 紋章
紋章は1995年10月17日に承認された。
紋章記述：「銀と赤で4つに区分けされる。鷲は交互に色分けされ、飛び立つ姿と金色の嘴と爪がある。翼の上に金色のクローバーの茎がつく」。
同郡のアムト、都市、自治体の紋章は、バルニム郡の紋章一覧を参照。

## 経済
同郡の経済は、農業、手工業を含む製造業、観光、サービス、エネルギー、健康が主なものである。農業の規模は様々であり、2005年末では合計6668の事業主がある。エーバースヴァルデは経済拠点として、ブランデンブルク州内に15設けられた地域成長拠点の一つである。これにより指定された先進産業が支援されている。

## 市町村
括弧内は2023年12月31日の人口である 。
最も人口の多い都市は郡庁所在都市ベルナウ・バイ・ベルリンであり、エーバースヴァルデが続く。郡の構成する自治体の数は、大規模自治体が25、アムトが3、アムト非所属都市が3、アムト非所属自治体が4である。
| 都市、¹の付記があるものは「アムト所属都市」 1. ベルナウ・バイ・ベルリン（44,254人） 2. ビーゼンタール¹（6,120人） 3. エーバースヴァルデ（41,704人） 4. ヨアヒムスタール¹（3,430人） 5. オーダーベルク¹（2,107人） 6. ヴェルノイヒェン（9,441人） アムト非所属自治体 1. アーレンスフェルデ（14,144人） 2. パンケタール（20,916人） 3. ショルフハイデ（10,205人） 4. ヴァンドリッツ（24,363人） |

アムト及び所属自治体

（アムト行政調査の所在地には *を付記）
| 1. アムト・ビーゼンタール＝バルニム（12,756人） 1. ビーゼンタール* （6,120人） 2. ブライディーン（825人） 3. マリーエンヴェルダー（1,710人） 4. メルヒョウ（1,084人） 5. リュードニッツ（2,027人） 6. ズュードウアー・フリース（990人） | 2. アムト・ブリッツ＝コリーン＝オーダーベルク（9,938人） 1. ブリッツ* （2,117人） 2. コリーン（2,309人） 3. ホーエンフィーノウ（503人） 4. リーペ（626人） 5. ルーノウ＝シュトルツェンハーゲン（1,155人） 6. ニーダーフィーノウ（596人） 7. オーダーベルク（2,107人） 8. パルシュタインゼー（525人） | 3. アムト・ヨアヒムスタール (ショルフハイデ)（5,329人） 1. アルトヒュッテンドルフ（637人） 2. フリードリヒスヴァルデ（821人） 3. ヨアヒムスタール* （3,430人） 4. ツィーテン（441人） |

## 交通
同郡には2本の連邦自動車道が通っている。A10（ベルリン環状道）とベルリンからシュチェチンへ至るA11である。この他に郡内には連邦道路 (B2, B109, B158, B167, B273) が走り、また数多くの郡道がある。鉄道路線には、ベルリンを起点にエーバースヴァルデ、アンガーミュンデ経由、シュトラールズントまたはシュチェチンに至るベルリン-シュチェチン線のほか、ヴリーツェン線、エリカ線がある。また地方バス路線もいくつか整備されている。これらは共に郡内の公共交通の骨格を成している。 鉄道貨物輸送にとっても上記の路線網は重要であり、東西方向に走るオーダー＝ハーフェル運河も同様である。
| バルニム郡内の自動車                          | 2008    | 2009    | 2010    | 2011    | 2012    | 2013    | 2014    |
| --------------------------------------------- | ------- | ------- | ------- | ------- | ------- | ------- | ------- |
| 車両登録数（1月1日付）                        | 107,629 | 108,305 | 110,020 | 111,205 | 112,488 | 113,816 | 115,494 |
| 人口1,000人あたりの車両番号（前年12月31日付） | 606     | 610     | 622     | 629     | 652     | 657     |         |

## 環境

### エネルギー戦略 - ゼロ・エミッション

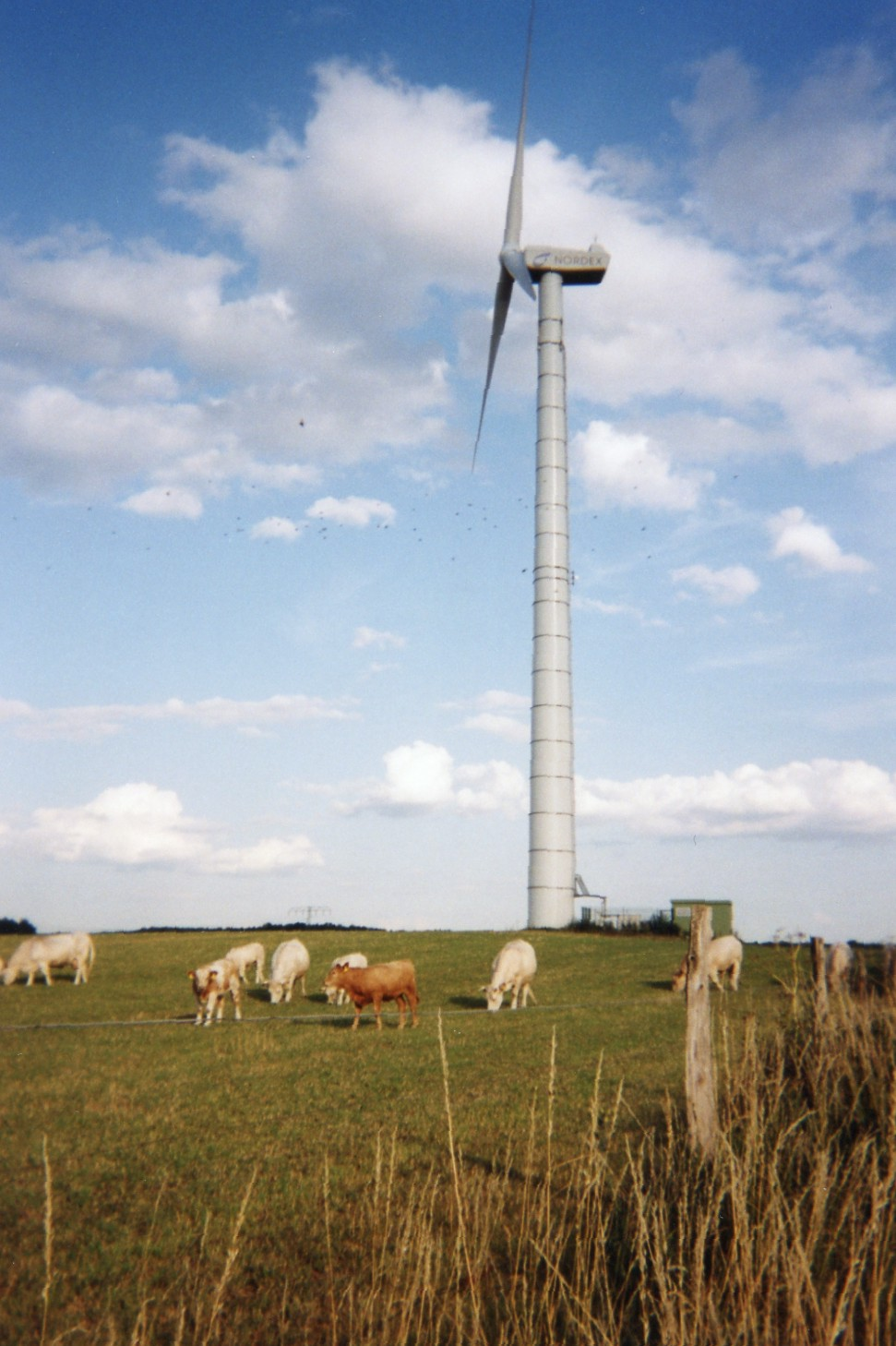
ヴァンドリッツの風力タービン

2008年8月以来、バルニム郡は郡議会の決議に則り、ゼロ・エミッション戦略を実施している。目的は、EUとドイツ連邦政府が定める気候保護の要件を、2011年までに前倒しで達成することであった。パイロットプロジェクトは、連邦政府の気候保護イニシアティブの支援を受けている。
2011年までに熱需要の14%を再生可能エネルギーで賄うという目標は、2008年末までに半分が達成された。2011年までに気候に悪影響を及ぼすCO2の排出量を、1990年に比べて20%削減するという目標は、2008年には17%を達成し、目標まであとわずかである。エネルギー戦略では、電力供給に占める再生可能エネルギーの割合を30％に引き上げるとしていたが、既に40%を超えている。
経済、自治体、学界といった様々なパートナーと市民が一体になって、バルニム郡エネルギー戦略の数多くのプロジェクトが実施されている。

### 気候に優しい建物
バルニム郡の行政庁舎はパウル＝ヴンダーリヒ＝ハウスに置かれており、とりわけエネルギー効率の良い建物となっている。2008年には、ドイツ持続可能建築協会 (DGNB) から金賞を授与された。行政庁舎建設の際に得た経験が、持続可能な新規建築や建物改修へ向けたガイドライン制定につながった。DGNBの基準に準拠し、バルニム郡ではあらゆる建築物の公示の基礎に用いられている。郡の所有する全施設の電力は既に2009年初めに、グリーン電力に切り替えられた。

### 環境を意識した開発
ゼロ・エミッション戦略を実施していく中で新たな中期目標は、学校のプロジェクトモジュールの制定である。これは「バルニムの学校における再生可能エネルギー、気候及び環境保護への取り組み」といい、柔軟にこれらの科目の授業に組み入れることが可能である。
バルニム郡には数々の再生可能エネルギーシステム（太陽光、バイオガス、バイオマスプラント）があるが、これに加えて「エネルギー村」がある。ブロードヴィーンでは、今後数年間でエネルギー供給の全量を再生可能エネルギーに切り替え、電力と熱エネルギーを自前で供給するべく取り組みが続けられている。
また電気自動車の分野でも第一歩を踏み出している。公共の充電ステーションの開設後、郡の車両部では電気自動車を1台導入した。

## ナンバープレート
1994年1月1日に郡には「BAR」の略号が割り当てられ、使用されてきた。2013年3月19日以来、加えて「BER」（ベルナウ）及び「EW」（エーバースヴァルデ）の利用が可能となっている。